# Antonio de Valbuena
Antonio de Valbuena y Gutiérrez (Pedrosa del Rey, 29 de octubre de 1844-Pedrosa del Rey, 13 de marzo de 1929) fue un escritor y periodista español. Uso pseudónimos como «Miguel de Escalada» y «Venancio González».

## Biografía

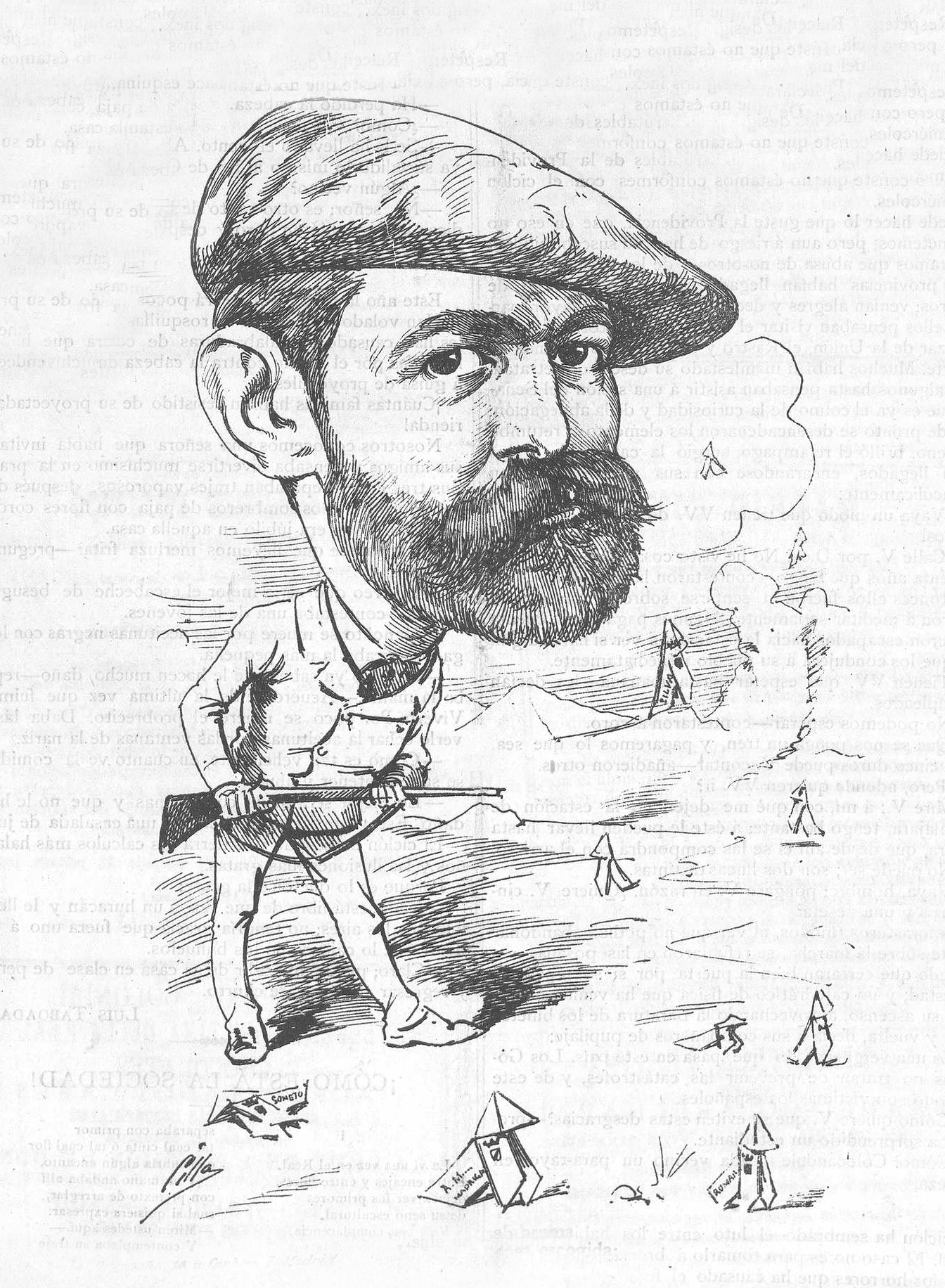
Caricaturizado en la revista Madrid Cómico (1886)

Nacido en 1844 en Pedrosa del Rey (pueblo demolido y posteriormente anegado por las aguas del embalse de Riaño en 1987). Debido a una cicatriz en el rostro, fue apodado "El Melladín de Pedrosa". Cursó estudios en el Seminario de León, licenciándose posteriormente en Derecho en Madrid. Valbuena, de profundas convicciones religiosas, apoyará en sus artículos la causa del carlismo, lo que le obligará a exiliarse en Francia en 1871. Durante la tercera guerra carlista ejerció como auditor de guerra de la división de Navarra y, posteriormente, auditor general del ejército de Carlos VII. 
Concluida la contienda, se avecindó en Bilbao, donde dirigió un periódico satírico titulado La Voz de Vizcaya, colaborando además en otras publicaciones de Madrid. Escribió para El Cascabel, dirigido Carlos Frontaura; en La Regeneración, La Esperanza, El Pensamiento Español, La Lealtad y otros periódicos católicos. Después fue redactor de El Siglo Futuro, en el que sostuvo con El Imparcial una competencia de narrar cuentos de barbería aplicados a la vida política, que luego se recogieron en un libro titulado Cuentos de barbería o Arte de afeitar bien y afeitar mal, escritos por «El Siglo Futuro» y «El Imparcial». Fue asimismo candidato a diputado sin éxito y financió la construcción de un círculo carlista en la localidad leonesa de Riaño. Más adelante abandonaría el carlismo en favor del integrismo.
No sería hasta 1883, cuando comenzaría su labor de crítica literaria, que le granjeó odios y amores en el mundo académico, siendo considerado el crítico más duro del país junto con Leopoldo Alas «Clarín». Además, Antonio de Valbuena publicó un gran números de obras atacando a la Real Academia Española, que consideraba una amenaza contra lengua española. Según afirmó él mismo:

No me propuse con ello (sus críticas) ganar dinero, ni honores, ni fama, sino exclusivamente limpiar nuestra hermosa lengua, que encontré maltratada y corrompida, y devolverla su nativo esplendor.

Su labor le valió una gran popularidad. Así, en 1892, Damián Isern afirma:

¿Qué ha de pensarse, qué ha de decirse de los dos críticos más de moda en estos momentos, de Alas, más conocido con el pseudónimo de "Clarín", y de Valbuena [...]?

Falleció el 13 de marzo de 1929.

## Obra
La obra literaria de Antonio de Valbuena puede dividirse entre una producción de carácter literario y otra de carácter crítico. 
- Entre la obra crítica, destacan sus ripios (Ripios aristocráticos, 1883, que alcanzó siete ediciones; Ripios académicos, 1890; Ripios vulgares 1891, 1895 y 1913; Ripios ultramarinos, 1893 y 1900), su Fe de erratas del Diccionario de la Academia, 1896, 2 vols., o su popular obra Des-trozos literarios.
- En el campo literario, son especialmente recordadas su novela Agua turbia, y obras como Cuentos de afeitar (que compuso al alimón con el periodista Enrique Hernández, de El Imparcial, para probar que los políticos "afeitaban" al país),[5] Metamorfosis o La condesa de Palenzuela. Otros cuentos los reunió en la colección Capullos de novela (Madrid, 1891 y 1914).

## Influencia

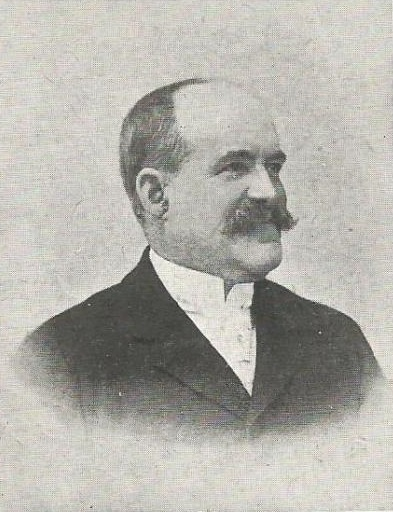
Antonio de Valbuena

Antonio de Valbuena está considerado uno de los principales escritores leoneses de todos los tiempos. Su contemporáneo Leopoldo Alas «Clarín» afirmó que:

Ha probado que sabe escribir con gracia, con soltura [...] que es un escritor correcto, fácil de leer, gracioso y franco [...] que detesta el estilo cursi, soso y pseudoclásico.

Emilia Pardo Bazán, duramente criticada por Valbuena, escribió:

Si en este autor correspondiese la importancia del contenido novelesco y humano, al encantador desafeite del estilo, al sabor neto y puro del lenguaje, tendríamos un cuentista y la promesa de un novelista de primera línea.

Ya en el siglo XX, fue Azorín el gran valedor del escritor leonés, que había ido cayendo en el olvido. «Valbuena fue un prosista de los buenos; en su prosa hay sabor castellano. Digo leonés». Francisco Martínez García, en su Historia de la literatura leonesa (1982) dice que el autor leonés «no hizo crítica. Hizo auténtica literatura creativa, apoyando sus creaciones en la realidad asumida de unos defectos -"ripios"- que cualquier lector enterado podía ver. Su mérito no consiste en descubrir el "ripio", sino en construir un texto literario (artículo periodístico) sobre el "ripio" descubierto. [...]Valbuena fue - y sigue siendo - un literato auténtico cuya categoría, como es claro, habría que calibrar».
En la actualidad, el escritor da nombre a una calle en la capital leonesa y a un colegio de Educación Primaria situado en el Barrio de Pinilla.